# Največja vzletna masa
Največja vzletna masa letala (znana tudi pod kratico MTOW za angleški izraz Maximum Takeoff Weight) je največja dovoljena masa, pri kateri je pilotu še dovoljeno poskusiti vzleteti, zaradi konstrukcijskih ali drugih omejitev letala.
| Letalo               | MTOW       |
| -------------------- | ---------- |
| F-16 Fighting Falcon | 16.875 kg  |
| MiG-29               | 18.500 kg  |
| Boeing 777           | 340.200 kg |
| Airbus A380          | 540.000 kg |